# Aja Evans
Aja Evans (Chicago, 12 maggio 1988) è una bobbista statunitense, medaglia di bronzo olimpica a Soči 2014.
È sorella di Fred, giocatore di football americano professionista.

## Biografia
Al college ha praticato l'atletica leggera, sia nel settore della velocità che nel lancio del peso, partecipando anche ai Trials per le Olimpiadi di Pechino 2008. 

Dal 2012 fa parte del team statunitense di bob come frenatrice. Esordì in Coppa del Mondo all'avvio della stagione 2012/13, il 9 novembre 2012 a Lake Placid dove si classificò nona nel bob a due, ottenne il suo primo podio il 18 gennaio 2013 ad Igls (3ª nel bob a due) e la sua prima vittoria il 6 dicembre 2013 a Park City con Elana Meyers alla guida. 
Prese parte a due edizioni Giochi olimpici invernali: a Soči 2014 conquistò la medaglia di bronzo nel bob a due in coppia con Jamie Greubel-Poser mentre a Pyeongchang 2018 si piazzò al quinto posto nel bob a due sempre con la con Greubel-Poser.
Ai campionati mondiali ha vinto il bronzo a Schönau am Königssee 2017, sempre nel bob a due e con la Greubel-Poser e detiene quale miglior risultato nella competizione a squadre l'ottavo posto ottenuto a Sankt Moritz 2013 con Jazmine Fenlator.

## Palmarès

### Olimpiadi
- 1 medaglia:
  - 1 bronzo (bob a due a Soči 2014).

### Mondiali
- 1 medaglia:
  - 1 bronzo (bob a due a Schönau am Königssee 2017).

### Coppa del Mondo
- 14 podi (tutti nel bob a due):
  - 4 vittorie;
  - 7 secondi posti;
  - 3 terzi posti.

#### Coppa del Mondo - vittorie
| Data             | Luogo       | Paese         | Disciplina                             |
| ---------------- | ----------- | ------------- | -------------------------------------- |
| 6 dicembre 2013  | Park City   | Stati Uniti   | a due con Elana Meyers (pilota)        |
| 7 dicembre 2013  | Park City   | Stati Uniti   | a due con Elana Meyers (pilota)        |
| 16 dicembre 2016 | Lake Placid | Stati Uniti   | a due con Jamie Greubel-Poser (pilota) |
| 18 marzo 2017    | Pyeongchang | Corea del Sud | a due con Jamie Greubel-Poser (pilota) |

### Circuiti minori

#### Coppa Nordamericana
- 2 podi (tutti nel bob a due):
  - 2 vittorie.